# CR男のマグロ一本釣り
CR男のマグロ一本釣り（シーアールおとこのマグロいっぽんづり）は、2010年4月より豊丸産業から発売されたパチンコ。

## 概要
『CR餃子の王将』、『CR天上のランプマスター』に続き、豊丸が世に送り出した特異なスペックの機種。マグロ漁がモチーフとなっている。
小当たり（普通図柄の当選）時の普通電動役物開放のマグロバトルチャンス、一撃チャンス、スーパー一撃チャンスと、1G連の期待を煽る高確率のイレグイチャンスが本機の遊技の核となっている。
大当たり（特別図柄の当選）を得るには小当たりを経由しなければならない点、大当たりではなく小当たりで出玉を稼ぐ点は、高尾の『CRベノムの逆襲』と共通している。

## 物語
ベテランのマグロ漁師・本間五郎（声：内海賢二）は、伝説の巨大マグロ存在の噂を耳にする。その噂を聞いて黙ってはいられない彼は、双子の娘・とろみ（声：松岡由貴）とあかみ（声：後藤邑子）に見送られ、港を旅立った。

## 遊技方法
1. 盤面中央にある通過ゲート（スルーチャッカー、賞球ナシ）に遊技球が通過する（保留は最大4個）と、その上にあるドットデジタルが変動を開始する。
2. 「7」図柄または「3」図柄が揃う（マグロバトルチャンス）か、全図柄が消灯する（一撃チャンスまたはスーパー一撃チャンス）と小当たりとなり、ヘソの位置にある普通電動役物（小電動チューリップ、小電チュー）が開放される。小電チューの開放時間は小当たりの種類によって異なる。マグロバトルチャンスまたはスーパー一撃チャンスでの小当たりはロング開放の5.7秒、一撃チャンスでの小当たりはショート開放の0.3秒。
3. 遊技球が小電チューに拾われその内部にある始動口（スタートチャッカー、賞球9個）に入賞する（保留ナシ）と、マグロバトルに突入する。
4. マグロバトルに勝利すると大当たりとなり、特別電動役物（大電動チューリップ、大電チュー）が開放される。確変割合は100%なので、リミットに到達するまで大当たりが連荘する。
5. リミットに到達し、連荘最後の通常大当たりが終了すると、イレグイチャンスと呼ばれる1回転の時短に突入する。遊技球が再び小電チューに入賞すると、マグロバトルに突入する。マグロバトルに勝利すると引き戻しとなり、再び大当たりの連荘となる。

## 演出

### 予告
図柄アクション予告
ステップアップ予告
押しボタン予告
鮪ロゴフラッシュ予告
親父役物動作予告

### リーチ
ノーマルリーチ
マグロアタックリーチ
親父引き上げリーチ
トローリングリーチ
イワシモーフィングリーチ
イワシスーパーモーフィングリーチ
マグロ突撃リーチ
荒波リーチ
嵐リーチ
とろみ&あかみリーチ

### マグロバトルの演出
親父出陣予告
マグロ種類
釣り針予告
親父VSマグロ激突演出

## スペック

### CR 男のマグロ一本釣りM2
- 大当たり（特別電動役物の開放）
  - （低確率）：1/1.5
- 小当たり（普通電動役物の開放）
  - （低確率）：1/66.0
- 賞球数：10（その他の普通入賞口） & 9（始動口） & 6（大入賞口） & 4（スルーチャッカー下の普通入賞口）
- ラウンド（大当たり1回あたりの、特別電動役物の開放回数）：2ラウンド
- カウント（特別電動役物の開放1回あたりの、概ねの入賞個数）：1カウント
- 大当たりの確変割合：11/11（100%）
- 小当たりの内訳
  - ショート開放（0.3秒） ⇒ 約67%（1/98.5）
  - ロング開放（5.7秒） ⇒ 約33%（1/199.9）
- リミット：15
- 時短（小当たりのみ高確率状態）：通常大当たり終了後1回転

### CR A男のマグロ一本釣りV2
- 大当たり
  - （低確率）：1/1.7
- 小当たり
  - （低確率）：1/36.9
- 賞球数：10（その他の普通入賞口） & 9（始動口） & 6（大入賞口） & 4（スルーチャッカー下の普通入賞口）
- ラウンド：2ラウンド
- カウント：1カウント
- 大当たりの確変割合：11/11（100%）
- 小当たりの内訳
  - ショート開放（0.3秒） ⇒ 約60%（1/61.5）
  - ロング開放（5.7秒） ⇒ 約40%（1/92.3）
- リミット：10
- 時短（小当たりのみ高確率状態）：通常大当たり終了後1回転

### CR A男のマグロ一本釣りA
- 大当たり
  - （低確率）：1/1.8
- 小当たり
  - （低確率）：1/22.2
- 賞球数：10（その他の普通入賞口） & 9（始動口） & 6（大入賞口） & 4（スルーチャッカー下の普通入賞口）
- ラウンド：2ラウンド
- カウント：1カウント
- 大当たりの確変割合：11/11（100%）
- 小当たりの内訳
  - ショート開放（0.3秒） ⇒ 50%（1/44.4）
  - ロング開放（5.7秒） ⇒ 50%（1/44.4）
- リミット：10
- 時短（小当たりのみ高確率状態）：通常大当たり終了後1回転

## テーマソング
- 「男!マグロ!一本釣り!」（歌：林あさ美）
  - 作詞・作曲・編曲：柿島伸次